# آدمار دا سیلوا براگا جونیور
آدمار دا سیلوا براگا جونیور (به پرتغالی: Ademar da Silva Braga Júnior) مدافع اهل برزیل است که در شهر ریودو ژانیرو و در تاریخ ۱۲ اوت ۱۹۷۶ به دنیا آمده‌است.
آدمار دا سیلوا براگا جونیور در تیم‌های فوتبال فلامینگو سابقهٔ حضور دارد.